# SIREN2
『SIREN2』（サイレン ツー）は､ソニー・コンピュータエンタテインメント（SCEI）（現:ソニー・インタラクティブエンターテインメント（SIE））が開発したホラーゲームの『SIREN』の続編である。
日本近海の孤島・夜見島（やみじま）を舞台にした3Dアクションホラーゲーム。主に、前作『SIREN』から約2年後の世界が舞台となる。基本的なゲーム性や「視界ジャック（幻視）」などのシステムは本作にも引き継がれている他、新たな敵やアクションなども追加されている（詳細は後述）。
前作同様､作中の和暦に｢平成」は無く､西暦1989年を過ぎても､和暦は「昭和」のままの設定になっている。
また､ゲーム発売に伴い､映画『サイレン 〜FORBIDDEN SIREN〜』（以下、映画版）の公開や、漫画『サイレン 〜ETERNAL SIREN〜』（以下、漫画版）の短期集中連載などのメディア展開も行われた。いずれの作品も基本的な設定や世界観は本作のものをベースにしているものの、具体的な物語の内容は作品によって異なる。各作品の舞台となる場所も、本作が夜見島であることに対し、映画版は夜美島、漫画版は夜魅島と、それぞれ違う名前が設定されている。

## 前作との違い
- 新たな敵「屍霊」「闇霊」「闇人」の登場。
- 屍人が前作と同様に登場するが存在する成り立ちが異なる。
- 視界ジャック（幻視）のバリエーション増加（幻視しながらの移動（三上脩）、過去の出来事を見取る過去視（喜代田章子）、幻視中の敵を操る感応視（木船郁子）。
- 十字ボタン上下での客観ビュー（三人称〈TPS〉視点）、主観ビュー（一人称〈FPS〉視点）の視点固定切り替え（前作ではほぼ不可能だった主観ビューのみでの攻略が可能）
- シームレスなリストメニューの表示（移動しながらリストメニューを表示できる。。もちろん、逆のリストメニューを表示しながら移動もできる）。
- リストメニューから武器の切り替えが一瞬で可能（これにより所持できる武器は2つだけとなった）。
- 前作は鍵を開けるなどリストメニューで行っていた行動のほとんどが､○ボタンのみで行えるようになっている。
- しゃがんだ状態からの走り移動。
- 武器の種類増加（自動拳銃、機関拳銃、自動小銃など、前作と比較すると強力な火器が登場。また、鈍器の種類も大幅に増加している）。
- 武器を持たない状態でも攻撃できる（ただし、素手で敵を倒せるのは永井頼人・三沢岳明・阿部倉司の三人のみで、他の人物は殴るなどのようなことはせず、両手で突き飛ばすだけとなっている）。
- 銃を構えてから×ボタンを押す事で銃床や銃把による打撃が可能。
- 狙撃銃を構えてから十字ボタン上下で狙撃モードと通常モードの切り替えが可能。ただし、狙撃銃を使用出来るのは男性キャラのみで、一般人の一樹守や阿部倉司では照準のブレや反動が大きい（三上脩と藤田茂は狙撃銃を拾う機会がない）。
- 一部を除き、敵は倒されると武器を落とす。また、攻撃を受けて落とすこともある。逆にプレイヤーも攻撃を受けて武器を落とすことがある。プレイヤーが狩猟罠などにかかると武器を落とすことがある。落とした武器は拾って使用できるが、敵も武器無所持状態では落ちている武器を拾うため、強力な銃器を拾われてしまうと思わぬ強敵を生むこともある。
- 武器は2つまで同時に所持できる。武器を2つ持っている状態で武器を拾うと、装備中の武器をその場に捨てる（落とす）。
- 同行者も戦闘に参加し、武器無所持の場合は落ちている武器を拾う（拾えない武器もあり、同行者に「待て」などの指示をしている時などは､同行者は武器などは拾わない）｡同行者は敵同様に銃弾を無限に持ち､どんな銃でも無制限に装弾（リロード）できる。
- プレイヤーの攻撃が同行者にも当たるのは前作同様だが、今作は一定回数（3、4回くらい）攻撃を当ててしまうと、同行者がプレイヤーに向かって反撃してくる。この状態は、同行者がプレイヤーに攻撃を一撃与えるまで続く。
- 一部を除き敵味方共に、段差の上で攻撃を受けるとそのまま落下してダメージを受ける。落下のダメージは段差の高さに比例し、一部には落ちると即死する箇所もある（自ら飛び降りた場合でも、着地を失敗する程の高さの場合はダメージを受けるが、転落した場合はよりダメージが大きい）。
- 発煙筒、狩猟罠、ナットなど、その場で選択して使えるアイテムの所持（特定の人物のみ）。
- 敵味方共に部位によってダメージが変化する。頭部に攻撃されると3倍にまでダメージが増えて大きくのけ反る。手足を攻撃しても半分のダメージしか通らないが、手を攻撃されると武器を落とすことがある。
- 自動車（軽トラック）を操作（運転）するシナリオの登場。敵を轢いて倒したり、自動車のヘッドライトを敵（屍霊）などに当てる事が出来る他、高所に登る足場にもなる。ただし、車内でも銃撃は防げず、またスピードが一定以下の状態で敵に接近されると引きずり出されてしまう。物や敵に何度もぶつかるとへこみや擦り傷、血痕がついていき、フロントガラスもヒビが入るが、走行不能になることはない。
- オプション設定の追加（ヒントのON/OFF､字幕のON/OFF､左右方向の首振りの調節など）。
- 終了条件が選択制となった（前作ではゲーム内の行動で変化）｡
- トライアル（前作のタイムアタック）に特定の条件で取れる称号がつき、やりこみ要素が増えた。
- 時間のループを扱っていた前作に対し、今作の終了条件はそれぞれが平行世界として扱われる。全てのシナリオの終了条件2を経た歴史の果てが本作のエンディングであり、各シナリオの終了条件1はそこから分岐した平行世界（パラレルワールド）となっている（シナリオによっては両方の終了条件の展開を包括している場合もある）。
- 前作は怪異発生からの3日間を描いていたが、本作は主人公達が異界に取り込まれる数時間前から始まり、その後の丸一日の物語となっている。その為、リンクナビゲーターも「○日目」の表記はなく、異界に取り込まれた時点を0:00として時刻の前に＋や－が表示される形式となっている。

## 難易度とヒントの増加
- 前作に比べヒントが増加し、難易度の選択が可能となっている。
- 難易度をEASY（やさしい）・NORMAL（普通）・HARD（難しい）の3種類から選択可能（初回開始時HARDは選択できないが、クリアすることで選択可能になる。また、メモリーカードに前作のプレイデータが保存されていれば、初回からHARDが表示され選択が可能）。
- 序盤シナリオのチュートリアル表示。
- 他シナリオの開放に必要な｢必要行動｣の取得方法をマップ画面上に表示。
- 終了条件に繋がる小目標の増加と確認。
- シナリオ開始前のヒント表示（ON/OFF可、OFF時でもスタートメニューから確認可能）。NORMAL以下では詳細なヒントが表示されるが、HARDでは前作の説明書巻末に載っていたような抽象的文章に変わる。
- マップ上の現在地表示（ON/OFF可、現在地は青くて太い十字で表示される）。
- 敵接近時のアラートとコントローラーの振動（ON/OFF可）。

これらをオプション画面から変更すれば前作と同様のシステムでプレイが可能となる。

## キャッチコピー
- 逃げ場なんて、ないよ。（ゲーム）
- 暗いところにかくれていれば、助かるとでも思ってたのかい?（雑誌）
- 絶望のサイレンが、再び鳴り響く（チラシ）

## あらすじ
日本近海に位置する離島、夜見島は、独自の因習を守る閉鎖的な島だったが、時代の趨勢に伴い建造物、移住者の増加など、急速な発展を遂げていった。
1976年（昭和51年）8月3日。午前0時、原因不明の海底ケーブル切断による大停電、全島民失踪事件が発生する。それによって島は一夜にして無人島となった。
事件から29年後の、2005年（昭和80年）。島に伝わる因習を調べに来た雑誌編集者や、輸送ヘリコプターのエンジントラブルで島に不時着した自衛官達、ある“少女”への想いから島に足を踏み入れた作家などが夜見島に集う。
8月3日午前0時、突如不気味なサイレンが島に響き渡った。消えた人々が未知の存在・屍人、そして闇人へとすり替わる。過去と今が交錯し、残された人々の生き残りを賭けた絶望的な戦いが始まる。

## 登場人物
登場人物の外見はすべて演者の外見をモデルに作成されている。

### 操作キャラクター
一樹 守（いつき まもる）
演 - 斎藤工
メイン主人公の一人。現代（2005年）の人間。1985年（昭和60年）2月23日生まれの20歳。
眼鏡を掛けた論理的な性格の若者で「株式会社 超科学研究社」の社員（社員No.00001044）。ミステリー科学雑誌「アトランティス」の見習い編集者として働いている。
過去にガールフレンドであった池田麻衣を故意ではないものの自殺未遂に追い込んだことがあり、これが一樹のトラウマとなっているため女性にやや甘い対応をとる。
29年前に起きた夜見島事件の記事を記者として初めて雑誌に掲載するチャンスを手に入れるが、夜見島へ向かう際に船ごと異界に取り込まれてしまう。
一人で夜見島の桟橋に流れ着き岸田百合を保護すると、どこか真理めいたことを言う岸田百合と共に謎を解明しようとするが、彼女に利用され冥府の門を開けてしまう。しかしそのことも含めて次第に絶望が怒りに変わり、怪異に立ち向かう姿勢が強固なものになっていく。ブライトウィン号の闇霊を殲滅した後は怒りが冷めて一時自暴自棄になるが、永井に発破をかけられ、母胎の計画を阻止する意志を新たに、共に異界と現世を繋ぐ離島線4号基鉄塔に向かう。最後は木船と共に母胎によって特異点へと飛ばされ、加奈江と化した喜代田の援護を得て、木船と協力し母胎を倒し、最後は木船と共に現実世界に帰還することができた。
木船郁子（きふね いくこ）
演 - 柳沢なな
現代（2005年）の人間。1986年（昭和61年）11月26日生まれの18歳。
ブライトウィン号消失事件唯一の生き残りである木船倫子の娘で多河柳子（阿部の恋人）とは双子の姉妹。
若くして第四級海上無線通信士の資格を持っており、夜見島付近の船着場でアルバイトとして働いている。
"鳩"の因子を受けて生まれたため、幼少の頃から強い精神感応をもつ。そのため、胸の痣を含めて周囲から疎んじられた過去をもち、他人との交わりを避けるように暮らしていた。
屍人や闇人を操ることが出来る感応視の能力を使用可能（ただし、使用中は木船自身にも負担が掛かる為に短時間しか使えず、長く使用すると木船が息切れを起こしてしまう他、警戒中やプレイヤー発見時の敵や一部のボスクラスの敵には通じない）。また、プレイヤー操作時は不可能だが、同行者の時は時折感応視で闇霊の動きを止める。
主な武器は夜見島遊園で拾ったゴルフクラブと鉄塔で拾った9mm拳銃だが、終盤に市子を倒した場合は日本刀「潮凪」を奪う。
一樹守らの乗る翔星丸で船員として働いている最中、高波によって船が転覆し、怪異に巻き込まれることになる。冥府で一樹が母胎に取り込まれそうになった際に感応視で阻止し、共にその場を逃れる。しかしその力を知った一樹に化け物のように見られていると感じたため彼の元を去った。その後は忌み嫌っていた自分の力で事態を打破出来ると考え鉄塔に向かう。途中足を踏み外して転落しかけた所を一樹に助けられ、悪態を吐きながらも彼との間に信頼が芽生える。最後は一樹と共に母胎を倒し、現実世界に帰還した。
但し、帰還した際には朝日を眩しがるように手で顔を覆っており、鳩として覚醒しているであろうことが示唆されている。
永井頼人（ながい よりと） 
演 - 蝦名清一
メイン主人公の一人。現代（2005年）の人間。1984年（昭和59年）7月25日生まれの21歳。
自衛隊の陸士長であり、初期装備に9mm拳銃や89式小銃など強力な火器を携行していることが多い。
当初は事態を冷静に把握できず、よかれと思った行動が結果的に状況を悪化させるなど「訓練成績は優秀だが周りに流されやすい今時の若者」としての描写が目立つが、実戦を経験していく中での成長も描かれている。
物資輸送訓練中にヘリトラブルで夜見島に不時着。上官の三沢岳明と共に怪異の原因を探るが、元々三沢のことを快く思っていなかったこともあり、その行動に疑問を抱く。三沢が岸田百合に銃を突きつけている場面を目撃した際にその疑念が決定的なものとなり、以後は別行動を取ることになる。
単独行動中に岸田百合や矢倉市子を保護するなど自衛官としての責務を果たしつつ脱出の糸口を探るが、岸田や矢倉が人類の敵だと気づかなかったため事態の悪化を招いてしまう。
自らの不手際を理解し冷静さを取り戻してからはブライトウィン号内で合流した一樹に発破を掛けて再起を促し、共に異界と現世を繋ぐ夜見島の鉄塔の頂上を目指す。
しかし道中で闇人甲式と化していた太田常雄に突き落とされてしまったため、「逆ギレ」した永井は顔に迷彩を施し闇人達に特攻。周囲の闇霊と闇人を殲滅したうえ、闇人と化した沖田宏、闇人甲式となった三沢、島に上陸した堕慧児を倒すことにも成功する。
しかし最終的には、母胎が地上奪還を成就した（黒い太陽が輝き、闇人が蔓延し、人類は滅んでしまった）平行世界に堕とされ、「二度と現世に帰ることができない」、「どうあがいても絶望」な状況に発狂。突如現れた人間の永井に怯える闇人達に向けて短機関銃を乱射するという結末を迎える。
三沢岳明（みさわ たけあき）
演 - ピエール瀧
現代（2005年）の人間。1967年（昭和42年）11月9日生まれの38歳。スキンヘッドが特徴の永井の上官（三等陸佐）。
偏屈な一面もあるが、怪異の原因である岸田百合や矢倉市子の異常性にいち早く気付くなど勘が鋭い。
アジア冬季競技大会バイアスロンで男子第一位の成績を残し、レンジャーの資格も持つ筋金入りの自衛官。
怪異に巻き込まれた自衛官のなかで唯一、照準眼鏡を装着した64式7.62mm小銃と戦闘防弾チョッキを装備しており狙撃を得意とする。また、他のキャラクターでは着地できず倒れてしまう高所から飛び降りても、体勢を崩さず着地することができるなど操作キャラクターとしての性能は高い。
2年前、羽生蛇村の災害救助作業中に四方田春海を救出した際、霊感が強い体質ゆえに異界の念に触れてしまう。以後幻覚や悪夢に悩まされることになり、精神高揚剤と思われる薬を服用している（なお、薬は処方されたものではないが、違法性のないものである模様）。また、三沢は性格ゆえにこのことを他人に打ち明けたり相談したりすることができず一人で抱え込んでいる。
永井らとともに怪異に巻き込まれた後、薬の作用に加えて極限状態による興奮から徐々に精神に狂気を帯びていき、やがて永井に決別される。しかし一方でその鋭い勘からいち早く岸田百合や矢倉市子の正体に気づくが、それを知らない永井にいずれも妨害され、最期は市子を尋問している最中に事情を誤解した永井に射殺されてしまう。後に闇人零式として復活し、腹痛に襲われている阿部倉司を苦しめ、さらに5.56mm軽機関銃MINIMIを装備し闇人甲式となって永井と激突する。最期は永井に倒され自分の機関銃を奪われた直後、突如現れた堕慧児に捕食・吸収された。
喜代田章子（きよた あきこ）
演 - 岬奈実
現代（2005年）の人間。女性。1976年（昭和51年）8月3日生まれの29歳。
占い師で「マドモアゼル・夢魅（Yumemi）」という名前で活動している。住所は東京都渋谷区神塚前1-29木吉ビル401号室。
2005年（昭和80年）7月30日に更新したばかりの普通一種のゴールド免許証を持っているが、本人曰くペーパードライバー。
29年前に章子の母が夜見島付近で観覧船から転落した時、"鳩"の因子（元は加奈江であったモノ）に寄生され、それを受けて生まれたため、人や物の記憶を読み取る過去視の能力を持つ。ゲーム中では画面にノイズが走る地点で視界ジャックを行う事で過去視が使用でき、先に進むためのヒントを探ることが可能。
柳子殺害に関してのニュースを見ていたところ無罪を主張する阿部倉司が現れ、怪訝に思いながらも真相究明のため阿部と一緒に夜見島へ訪れる。
異界と化した夜見島にて阿部と共に柳子の手掛かりを求めて行動。途中阿部に誕生日を祝われるが、眠っている阿部を置いて単独行動を開始する。過去視の能力によって加奈江の過去を知るごとに自分の中に眠る加奈江の意識が覚醒していき、サイレンが鳴ってから17時間41分後、完全に加奈江化してしまう。その時点で章子本人の意識は消滅した模様で、加奈江として母胎のもとへ向かう。
阿部倉司（あべ そうじ）
演 - 中村英司
メイン主人公の一人。現代（2005年）の人間。1981年（昭和56年）6月24日生まれの24歳。フリーター。
性格は粗暴だが面倒見がよく、マイペースな部分がある。また、手先はかなり器用。
殺害された多河柳子と同棲していたために殺人犯として指名手配され柳子殺害事件の容疑者として警察に追われていた。その時に柳子の友人である喜代田章子の元へ逃げ込み、章子に無実を証明してくれるよう頼む。
怪異の中でも比較的マイペースを貫き、文句を言いながらも章子と共に柳子の死んだ原因を探っていた。章子や三上とのやり取りでは面倒見の良い一面も見せ、怪異の最中に誕生日を迎えた章子に歌とプレゼントを贈ると言った優しい一面も見せた。
ちなみに、本人によれば昔飼っていた犬が死んだ際に幽霊を見たという経験があるらしい。
狩猟罠の設置と解除が出来る唯一のキャラである。主な武器は貝追崎の砲台跡で拾った木製バットだが、条件を満たせば釘バットを作成して使用可能になる。また、後半からは入手したナットを投げて敵の陽動が可能になる。
章子が加奈江になりつつあった事で、仮眠を取っている最中に彼女とはぐれてしまう。その後は三上の霊やツカサと遭遇しながらも島を彷徨っていたが、前日に食べた夜見アケビによる下痢でトイレに駆け込み、そこで煙草の火の不始末から地下のメタンガスの連鎖爆発を起こしてしまう。期せずして鉄塔を爆破した結果、異界と現世を繋ぐ道がなくなり、因果律を崩壊させ母胎の地上侵攻を不可能にさせた。
エンディングでは、怪異の原因である堕慧児や母胎が存在しないため世界の危機や自分の殺人容疑も消滅したが、怪異がもとで生まれた（少なくとも阿部が知っている）章子や柳子もまた存在しないという平行世界にたどり着いてしまう。それを悟り、深い孤独の中で泣き尽くす彼にツカサのみが寄り添うのだった。
藤田茂（ふじた しげる）
演 - 村上久勝
19年前（1986年）の人間。1933年（昭和8年）12月3日生まれ。夜見島出身の52歳。警察官で（巡査部長）であるため初期装備に 回転式拳銃を携行している。
好奇心と使命感の強さ故に厄介ごとに首を突っ込んでしまう性格の持ち主。その性格は自身にとっても悩みの種で「やんなっちゃうなぁ」が口癖となっている。
若き日に立身出世を夢見て本土に渡り、一時期は警部補にまでなったが、1986年（昭和61年）5月3日に窃盗犯を誤って逃がした（窃盗犯の「家族に会ってから出頭する」と言う言葉を聞き入れたが、二度と帰ってこなかった）ため、巡査部長に降格させられてしまう。それまで仕事ばかりで家庭を顧みなかったこともあり、妻と娘・朝子（あさこ）に愛想を尽かされ絶縁状を突きつけられたという過去をもつ。
前述の性格が災いし、無人のはずの夜見島に若い女性がいるという噂を聞いて単身夜見島へ渡航、そこで島内を巡回中に怪異に巻き込まれる。異界でブライトウィン号内にいた矢倉市子を保護し、共に異界からの脱出を目指すが、2回目のサイレンが鳴る（冥府の門が開かれる）直前、模倣体としての意識が覚醒しかかっていた彼女によって銃剣で滅多刺しにされ、娘への謝罪の言葉を述べながら絶命する。
その後は屍人化、さらに闇人零式となるが、鉄塔で木船郁子に「藤田茂銘の滅爻樹」を使われ滅される。
矢倉市子（やぐら いちこ）
演 - 森林恵理奈
19年前（1986年）の人間。1972年（昭和47年）5月10日生まれ。14歳。
県立亀石野中学校2年4組の生徒（生徒番号 444番）で、セーラー服を着た少女。テニス部所属。「わかんない」が口癖。亡き中嶋君（中嶋一郎）に恋心を抱いていた。
実は人間ではなく、堕慧児が本物の矢倉市子を真似て作り出した模倣体。堕慧児の分身であるが、当初は不完全だったためか模倣体としての自覚がないまま自分を「本物の矢倉市子」だと思って行動していた。しかし徐々に模倣体としての覚醒が進み、堕慧児に支配されていく。
夜見島沖で座礁したブライトウィン号で目を覚ますが、自分の置かれた状況に関する記憶を失っていた。船内で藤田と合流後は彼の乗ってきたボートを目指すも、貝追崎を通過中に一時的に模倣体としての意識が覚醒し、藤田を殺害。直後に市子の意識に戻るが、その手で藤田を殺した事実と、自分の死の瞬間を思い出してパニックに陥る。その後は藤田の返り血に塗れた姿で、意識の混濁に抗いながら屍人や闇人から逃げ回っていたが、三沢や永井に保護されたのも束の間、崩谷の団地にて闇人乙型に襲われた際に再び覚醒。狂ったような笑い声を上げながら闇人から奪った9mm機関拳銃で闇人を倒して回るようになる。この時点では生前に倫子とのペアで買ったブレスレットを探しまわったりと市子の意識を僅かに残していたものの、やがて堕慧児の支配が進み、模倣体としての完全な覚醒を果たす。
鉄塔で遭遇した時はツインテールだった髪が解けてストレートヘアになっており、9mm機関拳銃に加えて太田家から持ち出した日本刀「潮凪」で武装している（太田家に鞘だけ残されている）。闇人を次々に倒しながら鉄塔の頂上を目指すも、一樹と木船に遅れを取ってしまい、昇ってきた母胎に弾き飛ばされたあげく鉄塔の崩壊に巻き込まれて転落。顔の形を維持出来なくなる程のダメージを負ったまま潮降浜にたどり着き、三沢を倒した永井の前で力尽きる。
その後は堕慧児が異界への侵入を果たした事で模倣体としての役目を終え、堕慧児に吸収された。
ゲーム上では敵としても永井と一樹のシナリオに登場。9mm機関拳銃を手に徘徊し、いずれのシナリオでも耐久力は非常に高い強敵として立ちはだかる。
三上脩（みかみ しゅう）
演 - 中泉英雄/幼少期 - 大久保拓真
現代（2005年）の人間。1972年（昭和47年）7月7日生まれ。33歳。
「切なく儚い奇跡を描く至高の恋愛小説!」がキャッチフレーズの幻想的な恋愛小説「人魚の涙」で一躍注目を浴びている人気作家だが、29年前の島民消失事件の唯一の生存者でもあり、「人魚の涙」も自身の体験を基に執筆したもの。
重度の弱視のため、盲導犬のツカサを連れており、普段は弱視用の眼鏡をかけている。
翔星丸沈没の際に眼鏡をなくしているため、彼のみ他のキャラと違いTPS視点でなく、FPS視点固定でのプレイとなり、視界がぼやけて見えるようになっている。盲導犬のツカサの視点を通じて進むのが基本となる為、彼のみ視界ジャック中でも行動が可能。同行者として登場するステージでは前作の美耶子のように、彼の姿を見ないで行動すると置き去りになりやすい。
一部のシナリオでは4歳当時の三上として行動する場面があるが、前作の春海と同様に敵に接触されただけでゲームオーバーになってしまう。
29年前、物心つく前に母・三上弥生（みかみ やよい）を亡くし、考古学者の父・隆平と共に夜見島に移住。その後、父が保護・同居することとなった加奈江の美しさと儚げな雰囲気に心惹かれ、一途に彼女を「お姉ちゃん」と呼んで慕っていた。加奈江を怪しんで殺害すべく蜂起した島の人間達から逃げ延び、暁の下で加奈江の最期を看取るが、その影響で視力と記憶を無くす。また、この際に島民消失事件が起きている。
記憶の奥底に残る「想い出の少女」への憧憬から愛犬ツカサと共に夜見島に向かうが乗り込んだ翔星丸が転覆し異変に巻き込まれ、現代の夜見島に行った他の人々とは違い、何故か29年前の夜見島にタイムスリップする。島の人間である漁師たちや屍人に襲われながらも逃げ延びるが、今度は赤い津波により異界に飛ばされる。そこで助けられた阿部倉司と共に行動していたが、遊園地にて幼少の頃加奈江の歌ってくれた歌の聞こえる場所に向かい、冥府の門をくぐってしまう。冥府にて一樹守の代わりに母胎に吸収されるが魂までは消滅しておらず、霊体となって喜代田章子や阿部倉司を導く。最終決戦時には一樹が持っていたメダル（幼少期に落としたもの）に誘われて特異点に現れ、それを追って特異点にやってきた加奈江が一樹達の勝利に貢献することになる。
最終的に母胎が倒されたため、三上自身の魂も解放され、加奈江の魂と共に赤い海で深き眠りについた。
加奈江（かなえ）
演 - 高橋真唯
29年前（1976年）の人間。夜見島に流れ着いた謎の美少女。18歳。
記憶を持たず出自も分からないため、"加奈江"の名を与えられて島で暮らすことになった。容姿は三上脩の母・弥生に似ており、日の光を恐れるなど不可解な言動をとり、そのことで島民達に疑惑の目を向けられ迫害されていく。
耐久力が他のキャラよりも低いうえ、操作中は武器を拾えないため、敵に見つからないように一層注意を払う必要がある（突き落とす、アイテムを使うなどで敵を倒す手段はある）。子供三上のシナリオのみ火掻き棒を所持しているが、耐久力の低さ故に戦闘の勝率も低い。
彼女の正体は母胎が産み出した分裂体＝鳩である。当初、脩を生贄にしようと行動していたが、最初に産み出されたために残っていた三上弥生の母性からそれを拒否していた。太田常雄率いる漁師達が蜂起した日、鳩の意識が覚醒したことで三上隆平を殺害してしまう。我に返った後は島民達から脩を守り抜いて逃がすことを選ぶが、その際に日光に身を曝してしまい限界を迎える。幼い脩の前で溶けていくように消滅したかに見えたが、彼女を構成していた闇霊（鳩の因子）が喜代田章子に寄生し、章子の中に加奈江の意識が眠ることになる。
29年後に異界で覚醒した彼女は、母胎に取り込まれた脩の魂を救うため特異点まで赴き母胎と対峙。母胎にダメージを与えるため闇那其を使い自害（その際、章子の肉体も死亡）したことにより、一樹達に勝機をもたらした。後に母胎が倒されたため、29年の長い時を経てようやく脩との再会を果たし、脩と共に赤い海で深き眠りについた。
須田恭也（すだ きょうや）
演 - 篠田光亮
前作の主人公。異界ジェノサイダー。2年前（2003年）の人間だが、外見年齢は16歳のまま変化がない。
『形見』以外の全てのシナリオをクリアすると出現する隠しシナリオ『殲滅』で操作できる。
2年前、持ち前の好奇心から羽生蛇村で起きた一連の事件に巻き込まれ、怪異の世界に飲み込まれて現実世界から姿を消した。そのため、羽生蛇村で起きた事件の後、現実世界では行方不明者扱いとなっていた。
現在の彼は、人間以外の異形が住まう異界を破壊する定めを背負わされており、本作では闇人を消滅させるため夜見島に召喚される。全てを終わらせ神代美耶子を村から連れ出すと言う約束を果たすため、前作で羽生蛇村の屍人を全滅させた後、異界をさまよい続けているという。『SIREN2 MANIACS』では怪異の最中に神代美耶子の血が受け継がれたことで、堕辰子（＝美耶子＝恭也）と同一体とも言える存在となっている。「全てを無に帰す戦いのため」に召還された存在と書かれている。
操作できるキャラクターの中では最強キャラ。堕辰子の血（赤い水）による不老不死と屍人化しない神代の血の呪いを継いでいるためにどんなに闇人に攻撃されようが死なないうえ、日本刀「焔薙」を用いた攻撃は正面からの攻撃を無力化する闇人甲式や乙式でさえ、正面からでも倒すことができる。また、使用者の命を代償にあらゆる存在を滅することができる宇理炎を、不老不死ゆえに無制限に使うことも可能で、「煉獄の炎」・「鉄の火」の2種類の攻撃ができる。ただし、背中に背負っている2丁の猟銃は使用することができない。
彼のみの固有アイテムとして、他の人物が持っていないポータブルオーディオプレーヤーを持っており、前作のエンディングで須田が聴いていた曲「THE BUSTER!」が『殲滅』のシナリオ中のBGMとして流れる。
一藤二孝（いちふじ にたか）
演 - 藤沢孝史
現代（2005年）の人間。29歳。陸上自衛官。永井頼人や三沢岳明、沖田宏の上官（部隊長）で、一等陸佐。
HARDモードですべてのシナリオをクリアすると出現する隠しシナリオ『形見』で操作できる。動きが人間キャラクターに比べてとても緩慢で、しかもライトの電池が切れ掛かっているが、同行する部下の屍人に簡単な指示が行える。
陸上自衛官でヘリ墜落の際に死亡し屍人となった。同じく屍人化した部下の自衛隊員と行動中、屍人の鍋島揉子と出会い恋に落ちるも、復活した闇人達によって揉子を奪い去られる。救出劇の末揉子と再会を果たし部下と共に団地から脱出するが、その後闇霊によって揉子や部下共々滅ぼされ闇人化した。
なお、初回特典CD収録「はっぴいばーすでい」の作詞/作曲としても「一藤二孝」がクレジットされている。

### 操作不可能なキャラクター
岸田百合（きしだ ゆり）
演 - 高橋真唯
ヒロインの一人。現代（2005年）の人間で光を嫌う、非常事態の中で男を誘惑するような言動を取るなど、挙動不審な行動をとる謎の美少女。
その正体は、母胎の分裂体＝鳩で、本物の岸田百合を拉致・監禁し名前と服を奪って行動している。また、母胎が自らの頭部を分裂させて作りだした最も命令に忠実な鳩であり、多河柳子を殺害した真犯人でもある。
屍人に追われていたところを一樹が助けたことで行動を共にするようになる。「母がこの島に閉じ込められている」と語り、一樹にその救出に協力するように懇願する。
「母（母胎）を島から助け出す」＝男性に冥府の門を開けさせることを目的として行動している。当初は江戸屍仁をそそのかして船を出させ、冥府の門を江戸に開かせようと目論んでいたが、逆に屍人化した江戸に襲われてしまう。そこを何も知らない一樹守に救われ、今度は一樹を利用しようとする。しかし百合の不可解な言動に対する不信感を一樹が口にしたため、彼を見限って去っていく。その後、イレギュラーな存在である市子（模倣体）の存在を感じ取ってブライトウィン号に乗り込み、そこで出会った永井を次に利用しようと目論んだ。しかし三沢に阻まれたことで逃走し、夜見島遊園で再会した一樹を懐柔して再び利用。遂に一樹を使って冥府の門を開けさせ、母胎に帰還した。帰還した後は闇霊を産み落としながら鉄塔の頂上を目指すも、阿部によって鉄塔を爆破され、地上奪還の悲願が叶わなくなったうえに、特異点にて一樹と木船に倒されることになる。
ツカサ・オブ・ジルドール（Tsukasa of Jilldoll）
三上脩の愛犬であり盲導犬の雌シェパード。2004年（昭和79年）3月3日生まれの1歳で血統書付き。基本的に「ツカサ」と呼ばれる。
三上は視界ジャックによりツカサの目を通して物を見ることができるようになるが、犬の視点ゆえ色彩が無くモノクロで見える。
主人の三上がピンチの際は敵に噛み付くなど賢い忠犬だが、蒼ノ久の廃材置き場で崩れてきた屋根から三上を庇い姿を消す。この時点では三上には死んだものと思われていたが実際は生きており、異界を彷徨っていた。
三上には霊体となってもなお心配されており、彼の導きもあって三上を助けたために彼の匂いがついていた阿部倉司と出会う。最後は阿部と同じ平行世界に飛ばされ、孤独感に打ちひしがれ泣きつくす阿部に寄り添い、阿部の心の支えになった。
太田常雄（おおた つねお）
演 - 諏訪部仁
29年前（1976年）の人間。60歳。29年前の島民消失事件で行方不明となっている。
左目に眼帯を着けており、戦時中に入手したと思われる二十六年式拳銃を隠し持っている（屍人化後に使用している）。
夜見島一の漁師で網元であり、多くの漁師を束ね従えている。穢れから夜見島の封印を守る一族である太田家の人間でもあるため島の因習を代々守ってきている。「羽生丸」と書かれた前掛けを付けているが、2003年(昭和78年)に夜見島沖で消息を絶ったマグロ漁船・羽生丸の船長であったのかは不明。
仲間の漁師を従えて使命のため加奈江を始末しようとするが、加奈江と三上脩が海に転落した直後の津波で漁師共々異界に飛ばされてしまう。怪異の中、瀕死の状態で藤田茂と再会するも藤田の目の前で絶命、そのまま屍霊に憑かれ屍人化する。藤田と矢倉市子を武器庫に追い詰めるが、模倣体として覚醒しかけた市子の微笑みを見て恐怖し逃げ去る。後に闇人甲式化し永井を鉄塔から落とすも、一樹に「太田常雄銘の滅爻樹」によって滅された。
敵としての登場回数は作中を通して非常に多く、名前が判明している人物の中では唯一生前から敵として登場する。また、作中の登場人物の中では最年長である上に下駄を履いているにもかかわらず、生前・屍人・闇人時共に足が速く、動きも機敏である。闇人化後は耐久力・回復速度が他の闇人甲式よりも優れており、頭の突起が生前着ていた羽生丸の前掛けの「羽」の文字になっている。
太田ともえ（おおた ともえ）
演 - 山田麻衣子
29年前（1976年）の人間で太田常雄の娘。24歳。赤い下駄を履いている（闇人になるまで履いていた）。
周りを気遣う父親思いの優しい性格だが常雄の娘であることを誇りに思っているがゆえにプライドが高く我儘でヒステリックな部分もある。父親同様によそ者が嫌い。
父と共に加奈江を始末しようとするが、加奈江と三上脩が海に転落した直後の津波で父共々異界に飛ばされてしまう。「お父様にもらった大事な花の髪飾り」を探していたところ屍霊に襲われ、パニックから道路脇の崖から転落してしまい、崖下にあった民家のアンテナに胴を貫かれ絶命する。屍人化後は目抜き大切を片手に、加奈江と同じ顔（分裂体）の岸田百合をどこまでも追ってきた。
闇人乙式化した後は髪飾りを持つ一樹を追ってくるが、最後は敬愛する父を滅せられた後、自身も一樹と木船郁子に「太田ともえ銘の滅爻樹」によって滅される。
屍人・闇人化してからは恐ろしい形相のまま徘徊している理由は加奈江を追い込んだ時の鬼気迫る顔のまま死亡し屍人・闇人化してしまった為。また、闇人時の「都会ってどんなところかな」という発言から、 網元の娘として自覚を持ち余所者を嫌いつつも、本心では都会に憧れを抱いていたことが分かる。
多河柳子（たがわ りゅうこ）/ 木船柳子（きふね りゅうこ）
演 - 高橋真唯
現代（2005年）の人間で阿部倉司の恋人。18歳。飲食店従業員。
「多河」偽名の姓は彼女の働く飲食店店長の名前から取ったものでもある。
喜代田章子とは知己の間柄。以前から阿部と口論が絶えないと認識されており、本編開始前に顔が潰れた変死体となって発見された。
ブライトウィン号消失事件唯一の生き残りである木船倫子の娘で、木船郁子とは生き別れた双子の姉妹。元々は双子である郁子に似た顔であったが、覚醒してしまい母胎と同じ顔になってしまったことで家族の元から出奔。太陽の光で消滅しかかっていたところを阿部に救われ、鳩としての役割を放棄して彼と一緒に暮らしていくことを決めた。阿部との仲は良好だったが、事件の数日前から情緒不安定に陥り急に暴れ出す事があったらしく、それが周囲には口論と思われていた。
最終的に使命を忘れて人として暮らしていることを母胎に見咎められ、母胎から遣わされた同じ鳩である岸田百合によって撲殺された。
阿部が飛ばされた平行世界には（少なくとも鳩としては）存在せず、彼がその世界に移動すると同時に彼の持っていた写真からすらも姿を消してしまった。
柳子が阿部に宛てた遺書が101番目のアーカイブとして『SIREN2 MANIACS』の付録になっていたが現在は入手困難。
三上隆平（みかみ りゅうへい）
演 - 内野智
29年前（1976年）の人間。40歳。考古学者で三上脩の父親。
元は東京に住んでいたが、33年前に身重の妻とともに夜見島にやって来るも、3年前に妻が海で亡くなったことを機に夜見島に永住する。
容姿が妻に似ている少女を「加奈江」と名付け、夜見島に住まわせた。太田家が加奈江抹殺のため三上家に乗り込む直前（島民消失事件の直前）、"鳩"の意識が覚醒した加奈江によって刺殺されてしまう。タイムスリップしてきた大人の脩が太田常雄と出会った際、屍霊に憑かれて屍人化し、太田常雄を追って外へ飛び出す。後に闇人甲式化し、加奈江の意識が覚醒しつつある喜代田章子の前に立ちはだかるが、霊体と化した三上脩の導きを得た章子に｢三上脩銘の滅爻樹｣で滅された。
ちなみに、前作『SIREN』に登場した竹内臣人（竹内多聞の父親）とは学者仲間であり友人関係であった。
沖田宏（おきた ひろし）
演 - 笠兼三
現代（2005年）の人間。31歳。自衛官で二等陸曹。
ヘリの墜落時に永井を衝撃から庇ったために死亡、死後すぐに屍人化し、永井と三沢に銃弾を浴びせるが、返り討ちにされ所持していた89式5.56mm小銃を永井に奪われる。
その後、再び89式小銃を手に三沢の前に立ちはだかるも再び倒される。母胎復活後、軽トラックを運転し矢倉市子を轢き殺そうとするが、大量の釘を撒かれてパンクさせられ、降車したところを闇霊に襲われた。最後は闇人零式となるが、周囲の闇霊を全滅させられた上、永井によって着火したTNTを口に入れられ木端微塵にされた（滅された）。
人間の時は優しく面倒見が良かったことと言動からも分かるように途中から決別し呼び捨てで呼ばれることとなった三沢とは異なり永井からは慕われていたようで、闇人と化してもなお「さん」づけで呼ばれ滅されるときは謝辞の言葉を永井から述べられていた。
永井の最初のシナリオ「不時着」でチュートリアル用の敵として登場し、指示に従って倒して武器を奪ったりすることになる。
太田常雄や太田ともえと同じく敵として頻繁に登場し、沖田の存在が障害となるシナリオも多い。
また、前作（二年前）の羽生蛇村災害救助任務で三沢一尉（当時）と一緒に組んだ経験があり、この時に一藤二孝もいた模様。
江戸屍仁（えど しじん）
演 - 江戸清仁
現代（2005年）の人間で漁師。作中で最初に出会う屍人でもある。
生前に岸田百合に唆されて共に冥界の門を開こうとするが途中で死亡し、屍霊に憑かれ屍人化した。屍人化後は百合に執着を見せ、一樹守が百合と出会った際に襲いかかるも返り討ちに遭い、百合に逃げられてしまう。その後の行方は不明。
一樹の最初のシナリオ「遭遇」終了条件1にてチュートリアル的存在として登場する。体力が低いほか武器を持たず、落ちていても拾わない。
演者の江戸清仁は前作でも最初に出会う屍人である石田徹雄を演じている。
船長（本名不詳）
演 ‐ キタムラトシヒロ
現代（2005年）の人間。漁師であり夜見島行きの船「翔星丸」の船長。頭にタオルを巻き、紫色の服を着ている。
一樹に夜見島へ連れていくよう依頼されて一度は無下に断るも、その場に現れた三上脩に金を積まれて結局は快諾する。その後、アルバイトの木船、一樹、三上、ツカサ、章子、阿部を船に乗せて夜見島へと向かうも島に辿り着いて直ぐ死亡、屍人化する。江戸と共に一樹の前に現れ襲いかかるが逃げられる。
その後ブライトウィンで藤田を襲い返り討ちに遭うが、江戸屍仁同様その後は不明。
ちなみにキタムラトシヒロは複数の屍人を演じている。
鍋島揉子（なべじま もみこ）
演 - 渡邉智美
『形見』の登場人物で29年前（1976年）の人間。32歳。
怪異に呑まれて屍人化した後に、同じく屍人化していた一藤二孝と運命の出会いをし、屍人同士の恋に落ちる。途中で闇人に攫われるが一藤に助けられる。その際に形見のアイロンを奪われ、一藤と共に奪還に向かう。
夜見島小中学校（矢倉市子のステージ）に出現するアイロンを持った屍人が彼女。
漁師たち
29年前の夜見島の漁師達。灰色の雨具を着ており、懐中電灯と鈍器を所持している。ツカサの攻撃などで一時的に倒すことはできるが短時間で復活してしまう。
太田親子と共に加奈江を始末しようとするも、赤い津波に飲み込まれて異界に飛ばされ全員が死亡・屍人化してしまった。
なお、29年前の時点で既に一人が屍人化しており、タイムスリップした大人の三上に襲い掛かる。

### 外伝「ブライトウィン号の怪」のキャラクター
矢倉市子（やぐら いちこ）
第一話・第三話の主人公で、本編に登場する模倣体ではなく本物の矢倉市子。14歳。木船倫子の親友。
普段は大人しい性格であるが、体調の悪い倫子に励ましの手紙を贈ったり、自身を「オンざ眉毛」と呼称したりと明るい一面を見せていた。
8月2日の夜、大会の帰りにブライトウィン号に乗る直前、謎の女性に「その船に乗ってはいけない」と忠告されるが乗船し、船ごと怪異に巻き込まれてしまう。親友の倫子を助けるために奮闘するが、倫子を逃がす際に海へ転落し死亡した。
彼女の遺体は後に堕慧児のいる場所へ流れ着き、それを見た堕慧児は彼女の姿を真似た模倣体、すなわち本編に登場する矢倉市子を生み出した。
中学ではテニス部部員で、自身が所属する中学校のテニス部が県大会に出場し、見事準優勝している。
中島一郎（なかじま いちろう）
演 - 山部学
第二話の主人公。14歳の中学生（並行世界では33歳で飲食店従業員）。
両親が離婚した経験から人との距離を置くようにしていたが、同級生の木船倫子と付き合い始め、一線を越えた末に倫子を妊娠させてしまった。まだ幼いため倫子の妊娠を知った際には重圧を感じて懊悩していたが、彼女を愛する気持ちに偽りはなかった模様。
倫子の危機を目にした際に彼女を守るという決意を固め、命懸けで分裂体に立ち向かい、後述の「鳩2」の手助けもあって倫子を助け出すことには成功したが、自身は分裂体に取り込まれた。しかし、分裂体に取り込まれてもなお自我は消滅しておらず、分裂体から倫子を引き離した後、分裂体ともに海に落ちて消滅した。
なお、阿部倉司が飛ばされた並行世界では怪異に巻き込まれておらず、19年後に恋人の倫子によって殺害されたとされる（この事件について書かれた新聞の記事は、柳子が殺された事件の被害者と容疑者を中島と倫子にそのまま入れ替わっている）。
木船倫子（きふね のりこ）
演 - 堀川直美
第四話の主人公。14歳の中学生（平行世界では33歳で無職）。矢倉市子の親友でテニス部マネージャー。
教師や男子にも物怖じせぬしっかり者だが、中島一郎との不純異性交遊により、14歳にして妊娠する。
ブライトウィン号消失事件唯一の生存者として新聞に報じられた。後に双子の姉妹を産み「柳子」「郁子」と名付けた。中学卒業後に上京するが、生活苦のため柳子しか引き取れず、結果として2人を引き離してしまった。自身の元から柳子が失踪した後、彼女の行方を訪ねる手紙を郁子に送っており、2人を引き離したことを後悔していると綴っている。
阿部倉司が飛ばされた並行世界では怪異に巻き込まれずに済んだものの、後年に恋人の中島を殺した容疑者となっている（新聞記事でしか語られないため、真相は不明）。
二人の女性（名前不明）
夜見島沖を航行中のブライトウィン号によって海から引き揚げられた身元不明の二人の女性。
当初は死体だと思われていたが、正体はどちらも母胎の分裂体であった。
引き揚げられる前、片方（以下「鳩1」）が堕慧児の影響を受けたために暴走して異形と化し、強い殻を作るため船内の人間を次々と取り込んでいく。人間の影響を受けたもう片方（以下「鳩2」）はそれを阻止するため船内で出会った矢倉市子に協力を求めた。鳩1は最終的に消滅するが、彼女を構成していた闇霊（"鳩"の因子）が木船倫子の胎内の子達（後の柳子と郁子）に寄生した。
後に、鳩2は時空を移動し、乗船前の市子に忠告をすることになる。
作中で市子（模倣体）は百合に対し「生きてたの…？あなた」と言っているが、これは生前の市子の記憶から百合を鳩2と見間違えたためである。

## 登場する敵

### 屍霊（しりょう）
古代先住者たちの成れの果ての姿。姿は黒い霧状で、中央辺りにうっすらと顔がある。
数億年前に起きた「光の洪水」から虚無の世界へ逃げ遅れ、現実世界の光の届かない海底に長い年月留まったことで肉体を失い霧状の姿になった。
なお、祖は闇霊と同様だが、海底では光を完全に防ぐ事が出来ないことから性質が劣化し、上位種である闇霊とは異なる存在になってしまった。
古くから肉体を求めて夜見島付近の地上に干渉しており、人間の死体に寄生（憑依）して屍人となるため島民の間では"穢れ"として忌み嫌われていた。
屍”霊”という呼び名や障害物をすり抜けて人間に襲いかかったりすることから霊体のように見えるが、屍霊自身が噛みつきで攻撃してくる上にプレイヤー側からの攻撃も通用するなど実体はあり、物理的に干渉することが出来る。
当初は異界に蔓延って死者を次々と屍人化させていたが、冥府の門が開かれた後は復活した闇霊に滅ぼされ、屍人化していた死体も全て闇人に取って代わられた模様｡

### 屍人（しびと）
今作では、人間の遺体が屍霊に憑依された存在で前作の屍人とは全く異なる存在。
屍霊の弱点である日光から身を守るためのシェルターとして人間の死体を利用しており、そのシェルターの数を増やすために人間を発見すると即座に襲いかかってくる。
基本的に動作が緩慢であり、簡単な陽動に引っかかったり、目的もなく延々とエリアを徘徊するなど知能は低いとされる。ただし宿主が身につけていた知識や能力をある程度引き継いでおり、自動車の運転や銃火器による正確な攻撃を行う個体も存在する。人語は一応話すことができるが､非常にたどたどしく聞き取りにくい（一藤二孝のシナリオでは屍人同士で明確な会話を行なっている描写があるものの、音声上の台詞はない）。
また、憑依している屍霊が光の影響を受けて変質しているためか、屍人は光を浴びても闇人のようにひるまず、逆に懐中電灯などの照明器具を扱えるなど、より地上に適応しているともいえる。
倒されると死体に憑依していた屍霊が死に、別の屍霊が憑くまでの間は死体に戻る。そのため半永久的に復活を繰り返すが、屍人を街灯の下で倒すまたは倒した屍人の上に自動車を止めると別の屍霊が憑依することができないため、その死体が復活することを防ぐことが可能。
発見した人間に対して近接武器による打撃・切り付け、武器を持たない個体は人間に噛みつくなど積極的に攻撃行動をとるほか、銃火器を持つ者はそれによる射撃攻撃を行う。
特徴的な屍人
- 狙撃手

猟銃や小銃で人間や闇人を狙撃する屍人。
前作の狙撃手よりも精度が高いが、今作では武器を奪えるため打撃武器と取り替えることで復活後の脅威度を低下させられる。
- 特定の人物を正確に追跡してくる屍人

視界ジャックを駆使しているのか、操作キャラクターなどの位置を正確に把握しており撒くことは不可能。
- 操作キャラクターから逃走する屍人

ごく稀に存在する屍人。他の屍人と違い積極的に襲ってこず、逆に逃走を図る。その際の逃げ足は通常の屍人の移動速度をはるかに上回る。

### 模倣体（もほうたい）
後述する母胎の分裂体を倣し、屍霊の集合体である堕慧児が産み出した存在。分裂体と比べ、屍霊が元になっているため光に対し耐性がある。
19年前に死亡した矢倉市子の姿を忠実に模した姿をしており、当初は市子の生前の記憶と人格も保持していた。
堕慧児はこの矢倉市子の模倣体を、自身の片目を使って生成している。堕慧児の片目がないのはそのためである。
模倣体としての自我は乏しく、目覚めてしばらくは「矢倉市子」として行動するが徐々に覚醒が進み､崩谷団地にて不完全ながらも模倣体として覚醒。団地中を駆け回って闇人狩りを始め、永井にも襲い掛かった。しかし、まだ覚醒が不完全で市子の意識を残しており、木船倫子のブレスレットを用いた永井に捕まるも、彼を振り解いて逃走。その後、市子の意識は消えて完全な覚醒を果たし、鉄塔にて一樹と木船の前に立ちはだかる。
いずれも9mm機関拳銃を手にしているほか耐久力が非常に高く、たとえ倒されても即座に復活する。また、鉄塔では9mm機関拳銃に加えて太田家から持ち出した日本刀「潮凪」も所持しており、さらに戦闘力が増している。クレーンでの移動後のみ完全に倒すことが可能。倒すと潮凪を落とし、後のシナリオで木船の初期装備として使用できる。
意識は堕慧児と共有している模様で、不完全な覚醒の時は堕慧児と市子の両方の台詞を支離滅裂に発する。完全な覚醒後は意識も完全に堕慧児のものと化し、本体に代わって母胎の元に還るべく行動している。劣化種ゆえの凶暴な性質をもっており、屍霊の集合体であるために屍人同様激しく敵対している闇霊・闇人や発見したプレイヤーに対して強い攻撃性を見せる。撃破したかにかかわらず最終的に鉄塔から転落した後、満身創痍のまま辿り着いた潮降浜にて堕慧児に吸収されるという末路を辿る。
上記にある様に元は堕慧児の片目であり、鉄塔からの転落で顔が潰れたことで最期は堕慧児の眼球が露になっていた。

### 堕慧児（おとしご）
母胎と双璧を成すラストボスの一体。
片目のない巨大な頭部に無数の手足を持つ醜悪な怪物で、母胎を真似て海底で屍霊達が集まり融合した存在。夜見島の伝承に残る"海の底に潜りし者"の正体でもある。
元は無形だったが、母胎が三上弥生から形を得たように19年前に溺死した矢倉市子の死体から形を成した。しかし、その姿は母胎とはかけ離れた姿であり、口部から屍霊を排出する。
かつて分たれた母胎の元へ還ることを目的としているため、地上の奪還には興味はない。しかし、自分達を置いて虚無の世界に逃げた事から、母胎に対し愛憎入り混じった感情を抱いており、屍霊達に闇霊達を攻撃させている。
目的である母胎の元へ還るため、29年前に海底ケーブル切断、19年前にブライトウィン号座礁事件（ブライトウィン号の怪）などの様々な事件を引き起こしている（正確にはブライトウィン号の怪は､ブライトウィン号に死体として引き上げられた母胎の分裂体二体の内の一体が堕慧児の影響で暴走したことが原因）。
母胎の復活を知り異界に侵入し、模倣体としての役目を終えた市子と闇人甲式になった三沢を吸収。その場にいた永井に襲いかかったが、彼の機転で大量の石油と水銀灯によって激しく炎上させられ、完全に撃破される。前作の堕辰子や今作の母胎と違って神懸った力ではなく、物理的手段によって倒された。
母胎には自分の劣化種としてしか見られておらず、興味を持たれていなかった。

### 闇霊（やみれい）
復活後の母胎から分裂するように産まれる、「光の洪水」から虚無の世界へ逃れ姿形を失った地上の古代先住者のなれの果て。祖は屍霊と同様。
光を避けるため、黒い布のようなものを纏っているが、光に対し極端に弱く耐性がない。そのため、懐中電灯や街灯の光ですら浴び続けてしまえば消滅する。
実体があるように見えるが、人間とは全く異なった身体構造となっている。作中の闇霊は母胎として融合した後に再度分裂したものであり、元の身体を維持出来ずこのような姿になっている。
元の姿については、アーカイブNo.056「未確認生物の化石」で分かり、それによるとはっきりとした骨格を持った生物だった模様。
屍霊とは同じ祖を持つもの同士であるが、闇霊は光の影響で性質が劣化した屍霊のことを自分達より劣った存在と見下しており、一方の屍霊も自分達を置いて虚無の世界に逃げた闇霊に対し愛憎入り交じった感情を抱いているため、両者は互いに敵対しあう関係にある。

### 闇人（やみびと）
人間の死体が闇霊に憑依され、身体構造が変異した存在。最初は人型の状態だが、後に戦闘に特化した異形の形態に変化する。
肌は真っ白で、血ではなく黒い液体を顔から流しており、光から身を守るために黒い布でできた和服や頭巾を何重にも被っているのが見た目の特徴。
倒しても近くに闇霊がいれば生命力を補給できるほか、時間が経つと自己再生して復活するなど、性質は前作の屍人に似ている。
屍人よりも知能や戦闘能力が高く、人間の言葉を流暢に話すほか複雑な道具を扱うことも可能で、単純な陽動には惑わされない。
依り代となる死体を「殻」と呼んでおり、憑依後もより良い殻を求める発言をする個体がいる。しかし屍人同様に宿主の記憶による支配も大きく、生前の宿主そのもののように振る舞っているケースも散見される。
前作と同じように、独自の言葉である屍人文字ならぬ闇人文字を用いる。この屍人文字､闇人文字は、アルファベットに似ており､アルファベットを想像し、ローマ字感覚で見れば解読する事が可能。
唯一、滅爻樹のみが闇人を滅せられる。ただし、生命力の共有による自己再生には限度があり、爆発物などで体を木っ端微塵にすることにより闇人が復活できなくなった場合も滅したことになる。
また、須田恭也が持っている神器「宇理炎」や古刀「焔薙」の一撃によっても滅すことが可能である。

#### 闇人零式（やみびとぜろしき）
初期状態の闇人。人間の原型を留めており、生前の記憶や性格を色濃く残している。
光源のない闇の中でも活動可能な視力をもつ反面、それが弱点にもなってしまい強い光を浴びると悶絶してしまう。
所持している黒い傘も日傘のように光を避けるための役割を持っている。撃退しても一定時間後に蘇生するなど､前作の屍人と似た特徴ももつ。
人間としての原型をとどめているため闇人ではこの形態のみが近接武器・銃火器を扱える。武器を持っていない者は噛みつき・平手打ちを行い、武器が落ちていれば拾って装備する。
前述のとおり強い光を受けるとひるんでしまうため、狙撃手や機関銃を装備している闇人であっても懐中電灯を利用して強引に突破・撃破できるなど、屍人と比べて戦闘力で劣る場面もある。

#### 闇人甲式（やみびとこうしき）
男性の闇人が変化した姿。単なる突起と化している頭部部分に一応人型を留めている上半身と巨大な顔に変化した下半身を持つ。そこから生えた巨大な人間の指のような形状の四本足で節足動物のように歩行する。
噛みつきや素手での殴打で攻撃してくるほか、周囲に黒い霧を発生させるため、近づくと視界を奪われてしまう。闇人零式と同様に光に弱く、懐中電灯の光を浴びせると少しの間ひるませることが可能。
正面からの攻撃を無力化するが、背後や側面からの攻撃を受けた際はダメージを受ける。また、無警戒状態に限り、正面に攻撃すると大ダメージを与える事が出来る他、自動車での体当たりでも正面からダメージを与えることが可能。
なお、プロデューサーの外山圭一郎は､容姿が「丙（へい、ひのえ）」の漢字に似ていることから甲式でなく丙式（へいしき）にしたかったと述べている。

#### 闇人乙式（やみびとおつしき）
女性の闇人が変化した姿。異様に巨大化した頭部、鳥の脚のように細く変異した両腕を持ち、犬のように四つん這いで素早く行動する。
甲式同様に攻撃力が高く、正面からの攻撃が効かないが、やはり光に弱い。
なお、甲式と乙式も零式同様に身体に黒い布を巻きつけているが、その下の身体は人間の死体が元になったとは思えないほど異様な形に変化している。

### 分裂体（ぶんれつたい）/ 鳩（はと）
母胎が現世から生贄の人間をつれてくるために産み出した分身。
一見すると人間の女性なのだが、その実体は闇霊で構成されているため光に弱く、特に日光は長時間浴び続けると体が溶けてしまう。
分裂体には母胎から直接産み出されるもの（覚醒鳩）と、覚醒鳩を構成していた闇霊（鳩の因子）が妊婦の子供に寄生することによって生まれるもの（未覚醒鳩）がある。
覚醒鳩はみな母胎と同じ顔（元は三上弥生の顔）をしており、未覚醒鳩も覚醒すると母胎と同じ顔になる。作中に登場する"覚醒鳩"は「加奈江」と「岸田百合」の二人で外伝『ブライトウィン号の怪』にも二人登場している。また「木船郁子」「喜代田章子」「多河柳子」の三人は未覚醒鳩にあたる。また一樹のガールフレンドだった「池田麻衣」も、鳩の因子を持っていた可能性が示唆されている。
なお、これまで母胎は何人もの鳩を飛ばしたが、いずれも死亡したか役目を放棄したかで百合以外は誰も母胎の元に戻ることはなかった。ゲーム中に敵として対峙することはない。

### 母胎（ぼたい）
夜見島の伝承に残る「光の洪水」により"地の裏側に逃れし者"。
人間の女の顔を持つ歪な人魚の様な見た目で薄桃色の鱗に覆われている姿だが、その正体は闇霊達が永久に近い時間を経てひとつになった姿で白い（何も着ていない）闇霊を生み出す事ができる。
冥府で最初に姿を見せた時は、鳩を飛ばした影響で頭部など体の一部が欠損しているが、鳩の岸田百合の帰還・融合、三上脩の吸収によって完全体となっている。
虚無の世界と現実世界との間に綻びが生じ､その影響で､虚無の世界と現実世界が繋がり、ちょうどその時に、三上の母親・三上弥生の水死体が「虚無の世界」に流れ着き、現世に「人間」というものが存在することを母胎が知り、それと同時に、現実世界は人間に奪われたと考え、この弥生を利用し、現実世界奪還計画を立てる。
そして、弥生を基にした母胎から、自身の分裂体を作り出し、分裂体を利用し。生贄の男を連れて冥府のななつの門を開けさせる事を目的とする。母胎はその男を吸収することでこの世に現れる事ができ､完全体となる（なお、必ずしも男性でなければならないのかは不明）。
今回のサイレンは母胎が霊力を行使する際の鳴き声であり、作中の登場人物が視界ジャックを使えるのは、異界に来た事で母胎の霊力の影響を受けているためである。
霊力は凄まじいものであり、29年前の夜見島のレプリカ（のようなもの）を作り出した。その際に霊力が強すぎるあまりに29年前のコピーした夜見島の蒼ノ久にある太田家の家屋を鉄塔に出してしまう。鉄塔に太田家家屋があるのはそのせいである。最初のサイレンの音と共に起こった津波で、それぞれの時代の夜見島から飛ばされたため別々の時代の人間が会うことができた。その世界にいた人にはそこにいたモノが忽然と消えたように見えたのが島民消失事件の真相である。
堕慧児の事は自分の劣化種としか見ておらず、特に興味は抱いていない。しかし、自身の地上奪還を邪魔するせいで敵とも見做しているため、闇人と屍人は敵対する格好となっている。
一樹が七つの門を開けたので、本来は彼が取り込まれるはずだったが、後に来た三上脩が身代わりになる。蜘蛛糸の上空、三上を取り込む際に、特異点で加奈江の闇那其を受けてしまったことが敗因となり、一樹と木船によって倒される。
本作のラストボスの一体であり、特異点の上部にある海を泳いで移動し、闇霊を無限に産み落とす。主人公が高い岩場の上に立つと上半身を晒して直接攻撃を繰り出してくる。戦闘後半では闇那其を一樹と木船がそれぞれ入手し、これでダメージを与えると地上に落下する。この状態で接近すると闇那其でとどめを刺すことが可能になり、一樹と木船の両方で刺すと完全撃破となる。
なお、鳩の岸田が母胎に戻る際に、体に現れる顔と顔のない母体が融合する様は大空魔竜ガイキングの大空魔竜を元ネタとしている。

### その他
漁師
27年前の人間達。島を怪異から守るため、網元である太田の元へ集結した漁師達。
武器を手に、「穢れ」とされる加奈江を始末しようとする。三上と加奈江のシナリオにのみ登場。戦闘力は屍人以下だが、いずれの形で倒しても気絶するだけなので時間を置けば復活する。また、武器を落とすこともない。

## 登場する武器

### 銃器
9mm拳銃
9mm機関拳銃
89式小銃
64式小銃
64式小銃（狙撃仕様）
5.56mm機関銃MINIMI
二十六年式拳銃
NN38口径
狩猟用狙撃銃

### 鈍器
角材
モンキーレンチ
鎌
傘
闇人の傘
火掻き棒
鉄パイプ
バール
縄切り
縄切り手鈎
左官用こて
警棒
目抜き大切
鉞
ハンマー
金槌
ピッケル
鶴嘴
鳶
皮剥き鎌
89式小銃用銃剣
64式小銃用銃剣
テニスラケット
靴べら
魚鈎
手鈎
手斧
鉈
アイロン
出刃包丁
官給スコップ
シャベル
フライパン
ゴルフクラブ
デッキブラシ
熊手
トロフィー
県立亀石野中学校のテニス部が県大会で獲得したもの。特定のシナリオで現れる屍人が持っている。
木刀
木製バット
釘バット
［畏怖］を特定のアイテムを所持した状態でクリアすると［苦悶］で使用可能になる。

### その他装備品・アイテム
懐中電灯・L字型ライト
発煙筒
狩猟罠
ナット
軽トラック
消火器
蛸壺
電球
水銀灯
21.5㎜信号拳銃
潮凪（しおなぎ）
太田家に代々伝わる古刀（長さは前作の焔薙より少し短い）。
闇那其（あんなき）
特異点でイベント後武器として使用可能になる（元々は闇那其という存在の骨）。
焔薙（ほむらなぎ）
神代家に代々伝わる古刀（前作『SIREN』にも登場）。
宇理炎（うりえん）
古代の祭祀に使用したと推測される呪具（『SIREN』にも登場）。

## キーワード

### 闇那其（あんなき）
世界が創造される以前にいたという「唯一無二の存在」。詳細な経緯は明かされていないが、『SIREN』の世界ではこの闇那其の死によって世界が誕生したとされる。
闇那其自身の容姿・性質共に不明だが、この闇那其の死に際して闇那其の"身（または骨）"の破片が世界各地に飛び散り、その闇那其の破片がそれぞれ、後に別の存在（または生命体）となった。
その一部は、屍霊と闇霊の元となった古の者達へと変化し、後に光の洪水の影響で、「闇霊」と「屍霊」に分かれることとなる。
また、前作のラスボス・堕辰子も、この闇那其の破片から生まれた存在である。
闇那其の骸は現在異界の大樹「滅爻樹」の根に融合しており、滅爻樹の大樹の根に、闇那其の骸が突き刺さっている。残った爪・牙・骨といった部位が後に"闇那其・痕"と呼ばれて母胎との最終決戦に貢献することとなる。
名前の由来はシュメール神話の神々の一群・アヌンナキであると思われる。

### 滅爻樹（めっこうじゅ）
闇人を滅せられる道具。これは夜見島に伝わる聖なる木の枝で、闇人を滅した枝は小さな木に成長する。現世においてすでに枯れてしまったためか木は存在しないが、夜見島で子供が生まれると太田家当主が夜見島の四鳴山に枝を拾いに行きそれに銘をつける。夜見島で子供が生まれなかった（夜見島以外で子供が生まれた）場合はしない。
作中では滅する闇人の銘が付いた滅爻樹を用いることが多いが、基本的に銘は関係していないため、別人の銘が付いた滅爻樹でも問題なく滅することができる。
詳細は不明だが、冥府の赤い海から巨大な滅爻樹が生えている。
ちなみに、夜見島では、この滅爻樹を使い、作中と同じ様な使い方で（対象の体に､滅爻樹の枝を突き刺す）、夜見島での故人を弔う風習がある。
上記の闇那其の項目にもあるが、滅爻樹の大樹の根に、闇那其の骸が融合している（滅爻樹の大樹の根に、闇那其の骸が突き刺さっている）。

## 楽曲
イメージソング・エンディングテーマ「巫秘抄歌」（こうなぎひしょうか）
作曲：蓜島邦明、作詞：佐藤直子、唄：高橋真唯
挿入歌「アステカ・クイーン」
作詞：佐藤直子、作曲/唄：我妻えり子
挿入歌「宇宙冷戦テーマソング」
作詞：佐藤直子、作曲/唄：北原恵一
挿入歌「はっぴいばーすでい」
作曲/作詞：一藤二孝、編曲：桑原和男、唄：中村英司
挿入歌「THE BUSTER!」
作曲：朝倉紀行、唄：Alpha Eastman（朝倉紀行）

## スタッフ
- プロデューサー - 藤澤孝史
- ディレクター・設定 - 外山圭一郎
- シナリオ・設定 - 佐藤直子
- 音楽 - 蓜島邦明

## 漫画版
人魚の記憶
『SIREN2 MANIACS -サイレン2公式完全解析本-』の巻末に掲載された諸星大二郎による読み切り作品。諸星大二郎的解釈による、もう一つの「SIREN」と記載されており、サイレンの音と幼い日の記憶に悩まされている、一人の男の話が描かれている。